# Licej
Licej ili Liceum  (grč.:Λύκειον, Likejon) bila je filozofska škola u antičkoj Ateni, koju su utemeljili Aristotel i peripatetici. Licej se smatra kolijevkom zapadnjačke znanosti i filozofije. Zgrada škole je dobilo ime po hramu posvećenom Apolonu Likejskom i postoji još od 6. stoljeća pr. Kr., dok je Aristotel osnovao svoju poznatu školu tek 335. pr. Kr.
Školu je uništio rimski general Lucije Kornelije Sula (lat.:Lucius Cornelius Sulla) 86. pr. Kr. Nije poznato kada se ugasio rad škole, ali je lokacija škole ostala nepoznata sve do 1996. kada je slučajno otkrivena tijekom priprema temelja za novi Muzej suvremene umjetnosti.
U novije doba licej se koristi kao naziv za srednje škole u nekoliko država. U Francuskoj se tako nazivaju državne srednje škole s internatom, dok je u Italiji ovo naziv za gimnaziju. Naziv se upotrebljava još u Austriji, Belgiji i Rumunjskoj, a tako su se nazivale i neke djevojačke srednje škole (gimnazije) u Hrvatskoj.